# Jardín del Maestro (Pachuca)
El Jardín del Maestro también denominado Parque Bicentenario, es un parque público ubicado en el centro histórico de Pachuca de Soto, en el estado de Hidalgo, en México.

## Historia

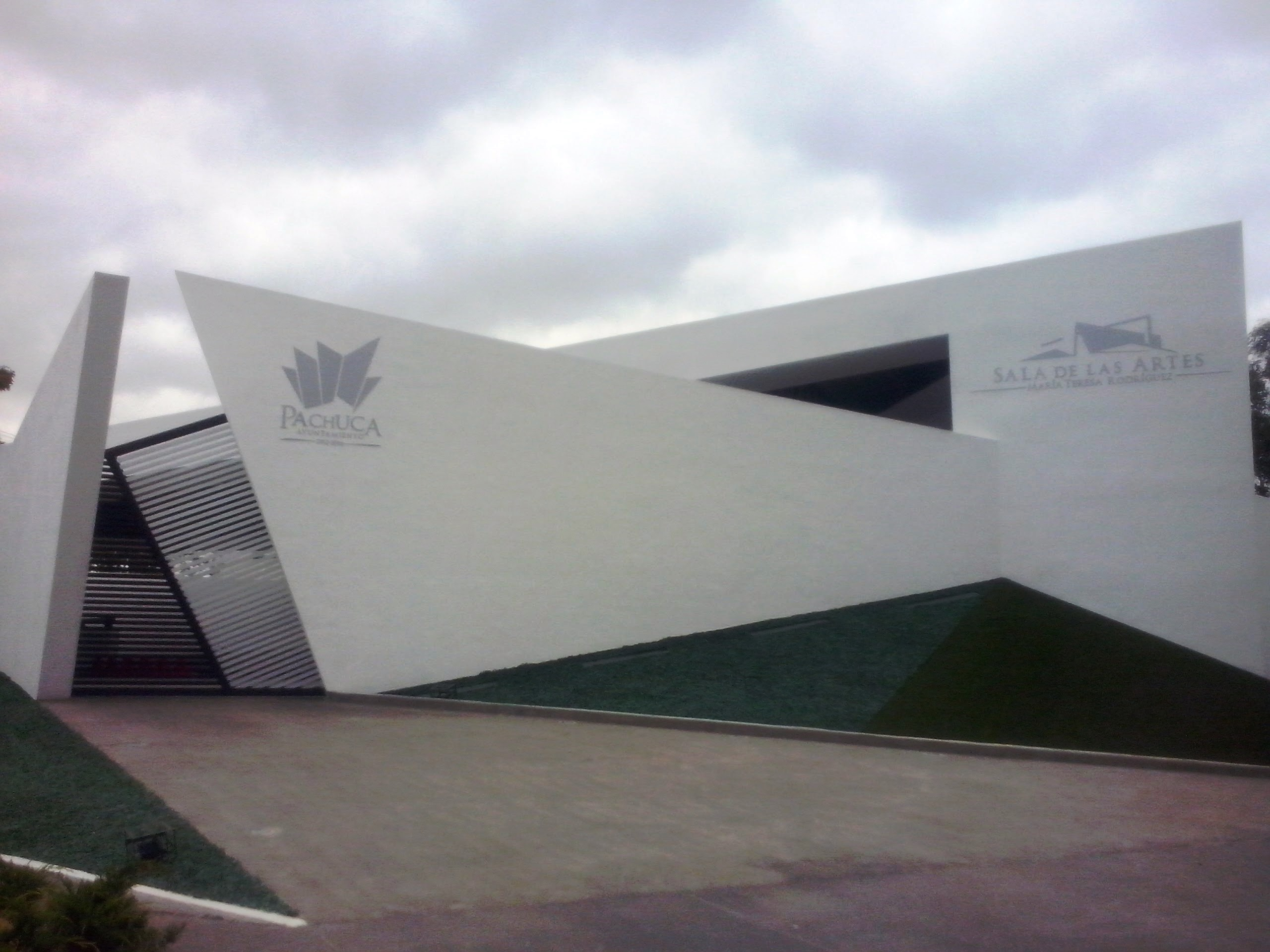
Sala de las Artes María Teresa Rodríguez.

En marzo de 1975 se inauguró un auditorio en un predio ubicado entre la Avenida Juárez y la Calle Vicente Segura, propiedad del Gobierno del Estado de Hidalgo. Este también funcionaba como cine, especialmente después de que equipo del Cine Reforma se instalara en el auditorio. El Cine Reforma se encontraba en la Plaza Independencia funcionó de 1944 hasta 1977, construido en el lugar del Antiguo Teatro Bartolomé de Medina.
Después de la demolición del auditorio de la Avenida Juárez, en 1994; causada por debilidades estructurales, se acondicionaron áreas de pasto, juegos infantiles y una explanada que sirve como zona de juegos. En 2008 fue inaugurada el área de juegos infantiles, donde se invirtieron casi 9 millones de pesos en su primera etapa. En 2010 se reinaugura bajo la denominación del Parque Bicentenario, por motivos del los festejos del Bicentenario de la Independencia de México.
En 2016 se realizó otra remodelación; esta incluyó la construcción de un puente que uniría al Parque de la Familia con el Jardín del Maestro. El 1 de agosto de 2016 se inauguró la Sala de las Artes María Teresa Rodríguez, sede de la Orquesta Filarmónica de Pachuca, ubicada en este jardín. La sala lleva el nombre de María Teresa Rodríguez, la primera mujer en dirigir el Conservatorio Nacional de Música.
El 22 de agosto de 2016 el gobernador Francisco Olvera Ruiz, y el alcalde de Pachuca, Eleazar García Sánchez inauguraron el puente, con una inversión aproximada de 12 millones de pesos. Del 26 de agosto al 28 de agosto de 2016, se realizaron las primeras actividades en la Sala de las Artes María Teresa Rodríguez. El 12 de abril de 2020, para evitar congregación de personas y la propagación del SARS-CoV-2; el Ayuntamiento de Pachuca de Soto procedió a la sanitización del lugar, y luego se acordonó el perímetro para limitar el acceso principalmente el Jardín de los Hombres Ilustres; esto para manejar la pandemia de enfermedad por COVID-19 en la ciudad.

## Instalaciones

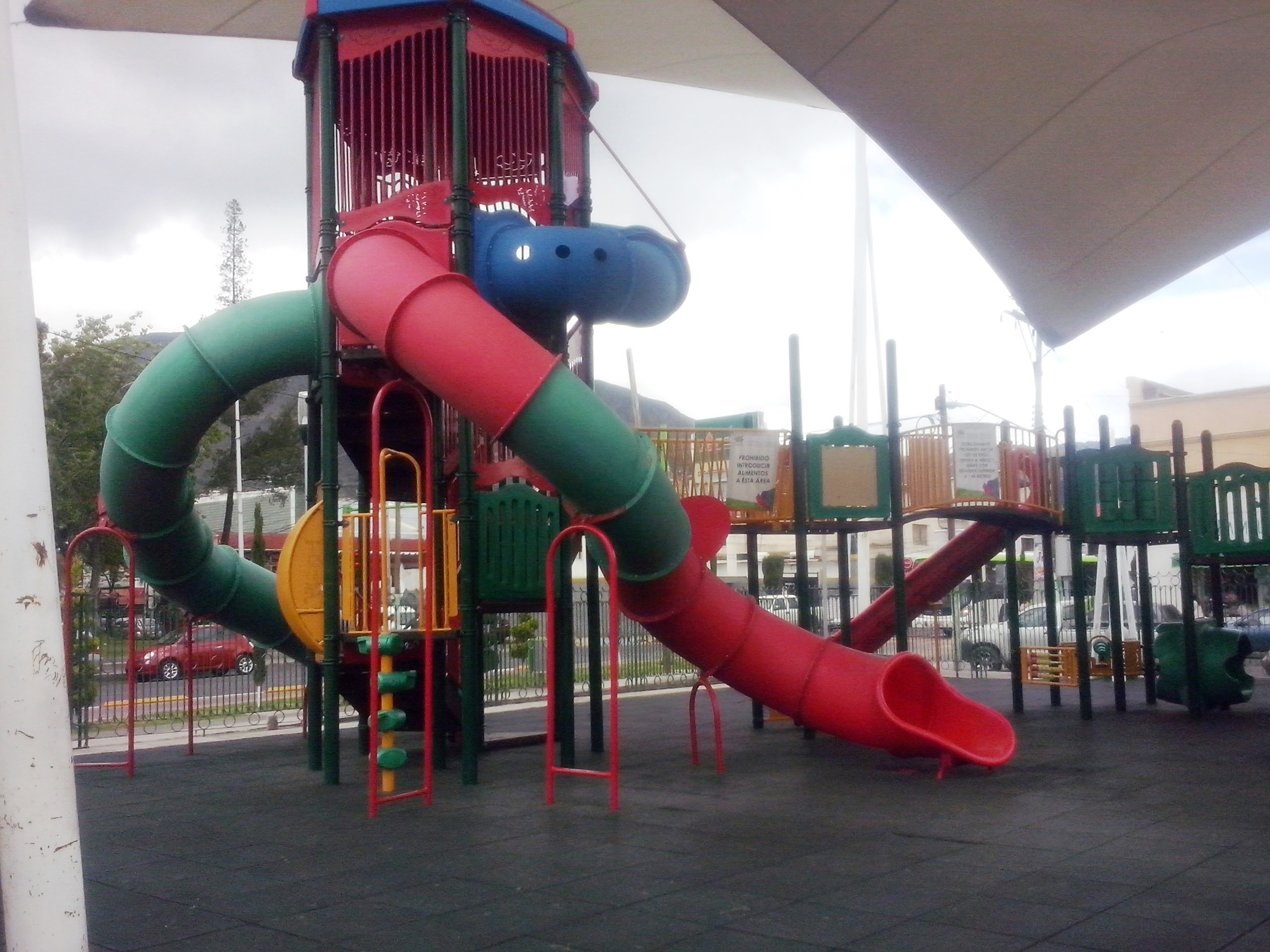
Área de juegos infantiles.

Es un espacio de esparcimiento para los niños y de convivencia familiar, cuenta con juegos pedagógicos, columpios, resbaladillas y un piso especial que servirá para “amortiguar” las caídas.